# MiddenInDeNachtRick
MiddenInDeNachtRick (ook wel MIDNR) was een nachtprogramma van Radio 538 rond diskjockey Rick van Velthuysen, dat van dinsdag tot vrijdag tussen middernacht en 03.00 uur werd uitgezonden. In de nacht van 4 op 5 april 2005 beleefde het programma zijn eerste uitzending en in de nacht van 28 op 29 augustus 2008, had het de laatste reguliere uitzending bij Radio 538. Nadien kwam het programma eenmalig terug in de nacht van 14 op 15 juni 2010 bij Radio Veronica.

## Programmaformat
Het programma werd gepresenteerd door Rick van Velthuysen, die werd bijgestaan door producer Koert Walraven en sidekick Rianne van Eldik. Tot 27 juni 2007 was ook sidekick Erik-Jan Rosendahl, die verantwoordelijk was voor de vele jingles en liedjes en dergelijke, te horen in het programma. Later werd dit overgenomen door Joey Hereman. Het programma was niet alleen via de radio te horen, maar er kon ook live meegekeken worden via een webcam. In het programma had muziek een ondergeschikte rol en draaide het vooral om telefonische gesprekken met luisteraars.

## Prijsnominaties
In 2007 en 2008 werd MiddenInDeNachtRick genomineerd voor de 'Gouden RadioRing'. In beide gevallen ging de prijs naar een ander radioprogramma.